# Plestiodon laticeps
Plestiodon laticeps (широкоголовий сцинк) — вид сцинкоподібних ящірок родини сцинкових (Scincidae). Ендемік США.

## Опис
Широкоголові сцинки — великі сцинки, довжина яких становить 15-33 см (враховуючи хвіст). Вони мають характерні широкі щелепи, які надають голові ящірки трикутного вигляду. Дорослі самці мають коричневе або оливково-коричневе забарвлення, однак під час весняного сезону розмноження голова у них стає яскраво-помаранчевою. Самиці мають п'ять світлих смуг, що проходять уздовж спини і хвоста, подібно до п'ятисмугого сцинка. Широкоголових сцинків можна відрізнити за п'ятьма губними лусками навколо рота, тоді як у п'ятисмугих сцинків їх лише чотири. Молоді особини темно-коричневі або чорні, а також смугасті та мають сині хвости.

## Поширення і екологія
Широкоголові сцинки широко поширені на південному сході США, від південно-східної Пенсільванії, центрального Огайо, Індіани, Іллнойсу, Міссурі та східного Канзасу на південь до східного Техасу, узбережжя Мексиканської затоки та центральної частини Флоридського півострова. Відсутні на більшій частині Аппалачів. Вони живуть в лісах і рідколіссях, віддають перевагу дібровам. Ведуть частково деревний спосіб життя, часто ховаються та шукають їжу на деревах. Живляться комахами та іншими безхребетними. Відкладають яйця.